# Argentina Open 2017
Argentina Open 2017 byl tenisový turnaj pořádaný jako součást mužského okruhu ATP World Tour, který se odehrával v areálu Buenos Aires Lawn Tennis Clubu na otevřených antukových dvorcích. Konal se mezi 13. až 19. února 2017 v argentinském hlavním městě Buenos Aires jako dvacátý ročník turnaje.
Turnaj s rozpočtem 624 340 dolarů patřil do kategorie ATP World Tour 250. Nejvýše nasazeným hráčem ve dvouhře  se stal pátý hráč světa Kei Nišikori z Japonska. Jako poslední přímý účastník nastoupil do hlavní singlové soutěži 83. argentinský hráč žebříčku Renzo Olivo.
Pátou singlovou trofej na okruhu ATP Tour vybojoval 28letý Ukrajinec Alexandr Dolgopolov, jenž na triumf čekal čtyři a půl roku. Deblové vítězství obhájila kolumbijská dvojice Juan Sebastián Cabal a Robert Farah, kteří získali devátou společnou trofej.

## Rozdělení bodů a finančních odměn

### Rozdělení bodů
| Soutěž  | vítězové | finalisté | semifinalisté | čtvrtfinalisté | 16 v kole | 32 v kole | Q  | Q3 | Q2 | Q1 |
| ------- | -------- | --------- | ------------- | -------------- | --------- | --------- | -- | -- | -- | -- |
| dvouhra | 250      | 150       | 90            | 45             | 20        | 0         | 12 | 6  | 0  | 0  |
| čtyřhra | 250      | 150       | 90            | 45             | 0         | —         | —  | —  | —  | —  |

### Finanční odměny
| Soutěž                              | vítězové | finalisté | semifinalisté | čtvrtfinalisté | 16 v kole | 32 v kole |
| ----------------------------------- | -------- | --------- | ------------- | -------------- | --------- | --------- |
| dvouhra                             | $97 470  | $51 335   | $27 810       | $15 840        | $9 350    | $5 530    |
| čtyřhra                             | $29 610  | $15 570   | $8 430        | $4 830         | $2 830    | —         |
| částka ve čtyřhře je uvedena na pár |          |           |               |                |           |           |

## Mužská dvouhra

### Nasazení
| Stát                         | Hráč                 | ATP | Nasazení |
| ---------------------------- | -------------------- | --- | -------- |
| Japonsko                     | Kei Nišikori         | 5.  | 1.       |
| Uruguay                      | Pablo Cuevas         | 20. | 2.       |
| Španělsko                    | David Ferrer         | 25. | 3.       |
| Španělsko                    | Pablo Carreño Busta  | 26. | 4.       |
| Španělsko                    | Albert Ramos-Viñolas | 30. | 5.       |
| Portugalsko                  | João Sousa           | 41. | 6.       |
| Itálie                       | Fabio Fognini        | 45. | 7.       |
| Itálie                       | Paolo Lorenzi        | 46. | 8.       |
| Žebříček ATP k 6. únoru 2017 |                      |     |          |

### Jiné formy účasti
Následující hráči obdrželi divokou kartu do hlavní soutěže:
- Carlos Berlocq
- Leonardo Mayer
- Janko Tipsarević

Následující hráč obdržel do hlavní soutěže zvláštní výjimku:
- Víctor Estrella Burgos

Následující hráči postoupili z kvalifikace:
- Guido Andreozzi
- Rogério Dutra da Silva
- Alessandro Giannessi
- Jozef Kovalík

### Skrečování
- Leonardo Mayer

## Mužská čtyřhra

### Nasazení
| Stát                                                                                  | Hráč                 | Stát      | Hráč             | ATP | Nasazení |
| ------------------------------------------------------------------------------------- | -------------------- | --------- | ---------------- | --- | -------- |
| Kolumbie                                                                              | Juan Sebastián Cabal | Kolumbie  | Robert Farah     | 58. | 1.       |
| Španělsko                                                                             | Pablo Carreño Busta  | Uruguay   | Pablo Cuevas     | 59. | 2.       |
| Mexiko                                                                                | Santiago González    | Španělsko | David Marrero    | 92. | 3.       |
| Chile                                                                                 | Julio Peralta        | Argentina | Horacio Zeballos | 94. | 4.       |
| Žebříček ATP k 6. únoru 2017; číslo je součtem žebříčkového postavení obou členů páru |                      |           |                  |     |          |

### Jiné formy účasti
Následující páry obdržely divokou kartu do hlavní soutěže:
- Guido Andreozzi /  Nicolás Kicker
- Renzo Olivo /  Guido Pella

## Přehled finále

### Mužská dvouhra
- Alexandr Dolgopolov vs.  Kei Nišikori, 7–6(7–4), 6–4

### Mužská čtyřhra
- Juan Sebastián Cabal /  Robert Farah vs.  Santiago González /  David Marrero, 6–1, 6–4